# План Коломбо

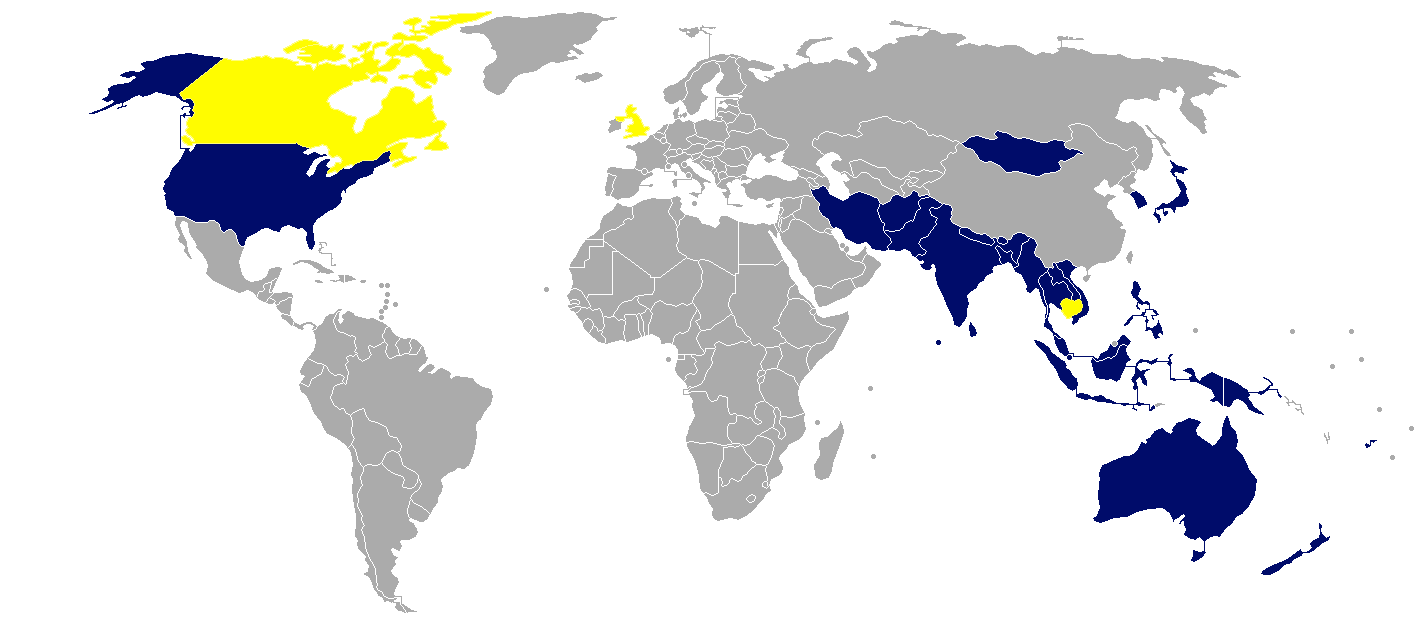
Государства-члены организации (синим отмечены действующие члены, жёлтым — бывшие)

«План Коломбо» (также «Коломбо План», англ. Colombo Plan) — международная организация по оказанию помощи в развитии экономики государств Азиатского и Тихоокеанского регионов. Основана в 1950 году на конференции стран Британского Содружества в городе Коломбо (Шри-Ланка), начала действовать 1 июля 1951 года.
Цели организации — продвижение интереса и поддержка экономического и социального развития стран Азии и Тихого океана, оказание помощи в обмене и передаче технологии среди государств-членов, контроль над информацией о техническом сотрудничестве между правительствами государств-членов с целью ускорения развития посредством совместных усилий.
Для облегчения передачи и обмена опытом развития между странами-членами в регионе с акцентом на концепции сотрудничества Юг-Юг.
Высший орган «Плана Коломбо» — Консультативный комитет, состоящий из представителей всех государств-членов организации. Комитет проводит ежегодные сессии, на которых также присутствуют наблюдатели от Экономической комиссии ООН для Азии и Дальнего Востока и Международного банка реконструкции и развития.
В настоящее время в организации 27 членов: Афганистан, Австралия, Бангладеш, Бруней, Бутан, Вьетнам, Индия, Индонезия, Иран, Лаос, Малайзия, Мальдивы, Монголия, Мьянма, Непал, Новая Зеландия, Пакистан, Папуа — Новая Гвинея, Саудовская Аравия, Сингапур, США, Таиланд, Фиджи, Филиппины, Шри-Ланка, Южная Корея, Япония. Бывшие члены — Великобритания, Камбоджа, Канада, Южный Вьетнам. 